# Škoda 14Tr
Le Škoda 14Tr est un modèle de trolleybus, conçu et fabriqué par Škoda.

## Histoire
Afin de remplacer le Škoda 9Tr, l'entreprise élabore un prototype dès 1980 et lance la production en série en 1982.

## Versions
Une version articulée du 14Tr existait sous le nom de Škoda 15Tr

## Commercialisation
Le Škoda 14Tr est particulièrement répandu dans les réseaux d'Europe de l'Est : République tchèque, Slovaquie, Lituanie, Arménie ou Ukraine.